# Lophostoma schulzi
Lophostoma schulzi (tidigare Tonatia schulzi) är en fladdermusart som beskrevs av Hugh H. Genoways och Williams 1980. Lophostoma schulzi ingår i släktet Lophostoma och familjen bladnäsor. Inga underarter finns listade i Catalogue of Life.
Denna fladdermus förekommer i regionen Guyana och i angränsande områden av nordöstra Brasilien. Arten lever i tropiska skogar och jagar insekter.